# Monoplius inflatus
Monoplius inflatus är en skalbaggsart som beskrevs av Sylvain Auguste de Marseul 1855. Monoplius inflatus ingår i släktet Monoplius och familjen stumpbaggar. Inga underarter finns listade i Catalogue of Life.